# イジャーバ・シェーゴ

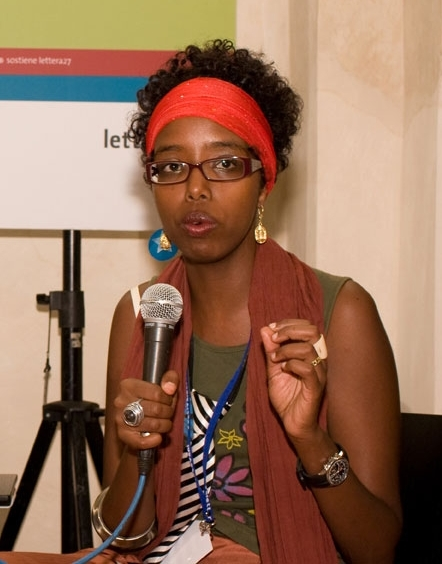
イジャーバ・シェーゴ

イジャーバ・シェーゴ（Igiaba Scego, 1974年3月20日 - ）は、イタリア・ローマ生まれの作家。

## 人物・作品
両親はソマリア出身。ローマ・ラ・サピエンツァ大学で外国文学を専攻後、ローマ第三大学大学院教育学部でジャーナリズム、異文化間対話、インターカルチャリズム、移民などをテーマに研究する。アフリカ文学、移民についてさまざまなメディアに執筆。
2003年、短篇『ソーセージ』で移民作家を対象とした《エクストラ賞》を受賞後、『アルフレド・ヒッチコックを愛したノマド女性』（2003年）で小説家としてデビューする。移民文学を集めたアンソロジー『黒い羊たち』（2005年）、『生まれたときはトレーラーハウス―移民の子供たちが自らを語る』（2007年）、『二色刷りの愛』（2007）などに作品を発表する。
その後『バビロニアを越えて』（2008年）、『今いるところが私の家』（2010年、《モンデッロ賞》受賞）、『アドゥア』（2015年）といった長篇小説を発表している。自身のルーツであるソマリアと、生まれ育ったイタリアの双方の文化が入り混じる日常を題材とした作品が多い。フィクション以外の著作としては、評論『否定されたローマ―ポストコロニアルの旅程』（2014年）や、音楽評論『カエターノ・ヴェローゾ』（2016年）などがある。

短編「わたしは誰？」は、アンソロジー「どこか、安心できる場所で　新しいイタリアの文学」（国書刊行会,  2019年10月刊）　に所収されている。